# Aphonopelma eutylenum
Aphonopelma eutylenum es una especie de araña migalomorfa del género Aphonopelma, familia Theraphosidae. Fue descrita científicamente por Chamberlin en 1940.
Habita en los Estados Unidos.

## Descripción
El cuerpo de la tarántula viene en varios tonos marrones, que van desde el beige claro hasta el marrón oscuro y los colores ébano. Las hembras adultas pueden alcanzar una envergadura de hasta 13 cm (5 pulgadas) y vivir hasta los 25 años. El macho alcanza la madurez después de 8 a 12 años y luego deja su madriguera en busca de pareja. Después de gastar toda su energía en encontrar una pareja adecuada, morirá de agotamiento después de unos 6 meses de llegar a la edad adulta.